# Христо Герджиков
Христо Иванов Герджиков е български офицер, генерал-майор и дипломат, участник в Балканската (1912 – 1913) и Междусъюзническата война (1913), началник-щаб на 1-ва бригада от 1-ва пехотна софийска дивизия през Първата световна война (1915 – 1918), директор на Въздухоплаването (1928 – 1929).

## Биография
Христо Герджиков е роден на 16 юли 1882 г. в Лясковец, Княжество България. През 1903 г. завършва в 24-ти випуск на Военното на Негово Княжеско Височество училище и е произведен чин подпоручик. През 1906 г. е произведен в чин поручик, а през 1910 в чин капитан.
Капитан Христо Герджиков взема участие в Балканската (1912 – 1913) и Междусъюзническата война (1913).
По време на Първата световна война (1915 – 1918) капитан Герджиков е началник-щаб на 1-ва бригада от 1-ва пехотна софийска дивизия, на 1 март 1916 е произведен в чин майор, като за службата си като началник-щаб съгласно заповед № 679 от 1917 г. по Действащата армия е награден с Военен орден „За храброст“, IV степен, 2 клас, съгласно заповед № 905 от същата година наградата му е променена на Военен орден „За храброст“, IV степен, 1 клас. През 1918 г. е награден с Орден „Св. Александър“, IV степен с мечове в средата, която награда е потвърдена със заповед № 355 от 1921 г. по Министерството на войната. На 27 февруари 1918 е произведен в чин подполковник.
На 3 септември 1928 г. е произведен в чин полковник. Същата година е назначен за директор на Въздухоплаването, на която длъжност е до 1929 г., а от 1930 г. е помощник-командир на 7-а пехотна рилска дивизия. През 1932 г. е назначен за началник на отдел от Щаба на действащата армия. На 3 октомври 1933 г. е произведен в чин генерал-майор, а от следващата година е началник на 3-та военно-инспекционна област. През 1935 г. е уволнен от служба.
По време на военната си кариера служи като началник на информационно-цензурна секция в Щаба на действащата армия и като началник на Варненско бюро. В периода (20 октомври 1941 – ок. 20 януари 1942) изпълнява длъжността областен граждански управител на Беломорската област.

## Семейство
Христо Герджиков е женен и има 2 деца.

## Военни звания
- Подпоручик (1903)
- Поручик (1906)
- Капитан (1910)
- Майор (1 март 1916)
- Подполковник (27 февруари 1918)
- Полковник (3 септември 1928)
- Генерал-майор (3 октомври 1933)

## Образование
- Военно на Негово Княжеско Височество училище (до 1903)
- Военна академия

## Награди
- Военен орден „За храброст“, IV степен, 1 клас (1917)
- Орден „Св. Александър“, IV степен с мечове в средата (1918/1921)